# على أد لحافك (فلم)
على أد لحافك هو فيلم كوميدي مصري تم إنتاجه عام 1949، تأليف أبو السعود الإبياري وإخراج فؤاد شبل و بطولة هاجر حمدي ومحمود المليجي.

## قصة الفيلم
قطايف (هاجر حمدي) فتاة متمردة على فقرها، وتتمنى أن تتزوج من رجل غني. في يوم تكون عند والدها محفوظ (علي الكسار) في محل عمله بقصر بكير باشا (عبد العزيز أحمد) لتأخذ منه نقود لشراء حذاء، ويكون بكير باشا مسافرا للعزبة، ويعطي لمحفوظ تلغراف لإرساله لوكيله لكي يبيع اسهمه في شركة المناجم وتلغراف آخر للعزبة ليعلموا بذهابه إليها. يعطى محفوظ لبنته قطايف تلغراف العزبة لترسله، بينما التلغراف الآخر يحرق بطريق الخطأ. في مكتب التلغراف، تقابل قطايف ربيع (محمود المليجي) - الذي يعمل سائق لدى محسن بك (سعيد خليل) - ولكن ربيع يتوهم أن قطايف هي بنت بكير باشا، فيقول لها أنه محسن بك، حيث كلاهما طامع في ثروة الآخر. يتفق ربيع وقطايف على الخطوبة، وتنتهز قطايف فرصة عدم وجود عائلة بكير باشا، لتقنع والدها بأن يمثل دور بكير باشا ويستقبل أهل ربيع في القصر. بينما أهل قطايف في انتظار أهل ربيع يأتي رشاد بك وزوجته، حيث أن ابنهما يريد الزواج من أماني (عايدة كامل) بنت بكير باشا، وتتوهم قطايف واهلها ان هؤلا هم أهل ربيع، وياتى فجاة بكير باشا ليفاجا بالموقف ويقوم بطرد محفوظ من الخدمة. تضطر قطايف لاستضافة ربيع واهله في منزلهم بعد تأجير أثاث جديد، ويتفقوا على الفرح، ويسرق ربيع نقود ومصوغات محسن بك الذي يعمل لديه، ويكتشف محسن بك السرقة وتقر فكيهة (جمالات زايد) الخادمة بمساعدتها لربيع، ليقوم البوليس بالقبض على ربيع يوم الفرح الذي كان معقودا في منزل محفوظ. يتم حبس ربيع، ويقرأ بكير باشا في الجرائد عن ارتفاع اسهم شركة المناجم فيستدعى محفوظ ليشكره على انه لم ينفذ كلامه بعدم إرسال تلغراف بيع الاسهم حينما كانت هابطة، ويتزوج الاسطى شوبش (إسماعيل ياسين) من قطايف.

## فريق العمل
إخراج: فؤاد شبل
تأليف: أبو السعود الإبياري
إنتاج: أفلام مبازيم
بطولة:
- هاجر حمدي
- محمود المليجي
- علي الكسار
- إسماعيل ياسين
- ماري منيب
- عبد العزيز أحمد
- حسن كامل
- سعيد خليل
- سامية رشدي
- عبد المنعم إسماعيل
- فتحية شاهين
- جمالات زايد
- عايدة كامل
- سعاد أحمد
- هند رستم

## روابط خارجية
- مقالات تستعمل روابط فنية بلا صلة مع ويكي بيانات